# Uljeshultsdammen
Uljeshultsdammen är en sjö i Vaggeryds kommun i Småland och ingår i Lagans huvudavrinningsområde.